# Filosofía de la tecnología

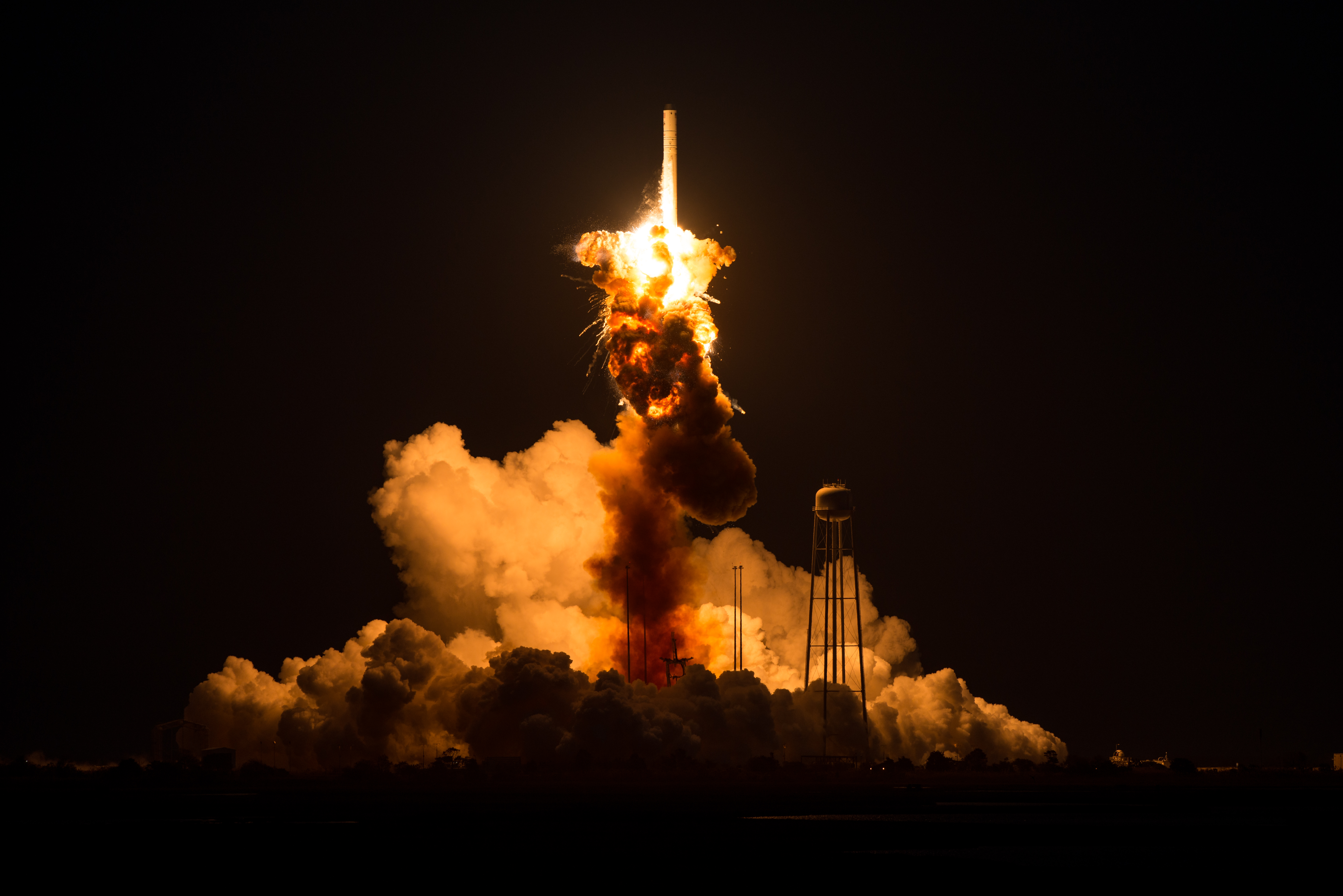
El cohete Antares, con la nave espacial Cygnus a bordo, sufre una explosión catastrófica tras su lanzamiento el 28 de octubre de 2014 en Wallops Flight Facility de la NASA en Virginia, EE. UU.

La filosofía de la tecnología es una rama de la filosofía dedicada al estudio de la naturaleza de la tecnología y sus efectos sociales.
Esta filosofía nace de manera sistemática durante el siglo XX, los ingenieros de esa época intentaron mostrar a través de la tecnología, la reflexión que se provoca mediante la utilización y elaboración de la técnica, para así poder ver lo negativo y positivo de ésta; esto surge como consecuencia de querer saber cómo era el funcionamiento interno de cada objeto tecnológico que se utilizaba, estudiando y analizando su evolución en el tiempo, desde el renacimiento hasta la actualidad. La filosofía de la tecnología nace principalmente como un medio de investigación de la ingeniería, pero especialmente de análisis, comprensión y una manera de confrontar las técnicas de las máquinas o artefactos que se utilizan en el diario vivir.
Principalmente la filosofía de la tecnología sirve para poder saber a fondo el uso práctico que se les da los objetos tecnológicos, más allá de su uso teórico que deben tener.

## Objetivo
Una de las principales finalidades de esta filosofía es identificar los cambios o retrasos que hay en la tecnología, como se utilizan según la cultura, pueblo o pensamientos, se investiga cómo un mismo objeto puede tener mayor o menor avance según como y donde se utilice. También busca las características y la comprensión de los sistemas sociales, económicos y políticos, para así poder crear técnicas o tecnologías que satisfagan las necesidades requeridas, pero puntualmente es para mejorar la calidad de vida de los individuos.
Se estudia de manera interna y externa; en lo interno, su finalidad es buscar los fines que tiene la técnica o la tecnología en el creador, pero principalmente se estudian a las personas que lo van a utilizar, asimismo, se mira lo innovador o igualitario que tiene su diseño creativo y técnico. En lo externo, se trata de la evaluación y deseabilidad que se tienen estas innovaciones tecnológicas en el mundo de los usuarios o habitantes, que utilizan el servicio a nivel social, cultural, económico, político e incluso ideologías religiosas. En este ámbito se estudian las respuestas de los usuarios que tienen acceso a dichas tecnologías, para así hacer un análisis con los costos, gastos, efecto en la sociedad a nivel ambiental y del entorno.
Además, intenta resolver algunas de las siguientes preguntas:
- ¿Qué es la tecnología y en qué se diferencia de la técnica?
- ¿Qué relación hay entre ciencia, técnica y tecnología?
- ¿Tiene mucha importancia la tecnología hoy en día? y si la tiene, ¿Siempre ha sido así?
- ¿Nos afecta la tecnología? ¿Cómo? ¿Puede llegar a poner en riesgo nuestra existencia individual y como especie?
- ¿Puede servirnos la ciencia y la tecnología para mejorar nuestra situación y circunstancia?

### Técnica
En palabras dichas por José Ortega y Gasset “sin la técnica el hombre no existiría ni habría existido nunca”. Las técnicas son sistemas de habilidades y reglas que sirven para resolver problemas. Las técnicas se inventan, se comunican y se aplican. Por ejemplo podemos hablar de técnicas de propaganda para ganar el mercado para un cierto producto.
Es importante la mención del autor dado que en su ensayo de meditación de la técnica se dan temas como meditación de la técnica y explica que algunos temas a debatir son importantes como: sentido, ventajas, daños y límites de la técnica. Un tema a interés en el ensayo es el destino extra natural del hombre -programas de ser que han dirigido al hombre- el origen del estado tibetano, dado que se explica en sugerir cuáles son los supuestos que tienden a darse en un entorno para que aparezca la técnica. En otras palabras dado que la técnica se aplica en todo se puede mencionar que hay un ente cuyo ser consiste en un proyecto, pretensión o programa de ser.

### Artefacto
Los artefactos son objetos concretos que se usan al aplicar técnicas y que suelen ser el resultado de las transformaciones de otros objetos concretos. los artefactos se producen, se fabrican, se usan y se intercambian. Por ejemplo, televisores, celulares, ordenadores, aviones, etc.

### Sistema Técnico
Un sistema técnico consta de agentes intencionales (al menos una persona que tiene alguna intención), de al menos un fin que los agentes pretenden lograr (abrir un coco o intimidar a otra persona), de objetos que los agentes usan con propósitos determinados (la piedra que se utiliza instrumentalmente para lograr el fin de pulir otra piedra y fabricar un cuchillo), y de al menos un objeto concreto que es transformado (la piedra que es pulida). el resultado de la operación del sistema técnico, el objeto que ha sido transformado intencionalmente por alguna persona, es un artefacto (el cuchillo).

## Historia

### Época Antigua
Considerada bajo la rúbrica del término Griego téchne (arte, artesano), la filosofía de la tecnología va a las mismas raíces de la filosofía occidental. Platón (427- 347 a.c.) estableció una distinción a favor del conocimiento teórico abstracto frente a la actividad manual basada en la práctica. En la Ética a Nicómaco (Libro XI), Aristóteles (384-322 a.c.)  describe téchne como una de las cuatro formas de conocer el mundo. Los Estoicos argumentaron que la virtud es una clase de téchne basada en una adecuada manera de entender el universo.

### Época Renacentista
- Tomás Campanella (1568 - 1639), Comunismo utópico. Plantea un proyecto utópico en su libro La Ciudad del Sol. en esta obra se bosqueja una ciudad llamada Taprobane donde impera el comunismo absoluto, al no haber viviendas, mujeres, comidas, hijos o muebles privados. El estado señala todo, todos son iguales, todos trabajan desde pequeños y se acostumbran a ello de ahí que haya abundancia y disposición. Campanella brinda bastante importancia a la ciencia, a los adelantos técnicos, así nos describe vehículos de velas, naves movidas por mecanismos, asombrosos tubos para escuchar la música celestial, etc. Según él: “Los habitantes de la ciudad del sol ensalzan a Ptolomeo y admiran a Copérnico” y “ son enemigos de Aristóteles, le llaman pedante”
- Bacon (1561- 1626), Empirismo. Defendió que el conocimiento para manipular las cosas materiales era más útil para el progreso social que el saber abstracto. “ No hay para las ciencias otro objeto verdadero y legítimo que el de dotar a la vida humana de descubrimientos y recursos nuevos”. Para Bacon la ciencia nos proporcionará poder y bienestar material.

### Época Moderna
- Descartes (1596 - 1650), Racionalismo. Consideró que la aplicación de la ciencia es muy valiosa: “Pues esas nociones (generales de la física) me han enseñado que es posible llegar a conocimiento muy útiles para la vida y que, en lugar de la filosofía especulativa enseñada en las escuelas, es posible encontrar una práctica por medio de la cual, conociendo la fuerza y las acciones del fuego, del agua, del aire, de los astros, de los cielos y de todos los demás cuerpos que nos rodean tan distintamente como conocemos los oficios varios de nuestros artesanos, podríamos aprovecharlos del mismo modo en todos los usos apropiados, y de esa suerte convertirnos como en dueños y poseedores de la naturaleza (Discurso del método).
- Claude Henri de Saint-Simon (1760 - 1825), Socialismo utópico. Opina que solo basándose en la ciencia positiva se podrá reorganizar y ordenar el mundo de los hombres. En esta nueva época orgánica el poder espiritual corresponderá a los hombres de ciencia, que pueden predecir la mayor cantidad de cosas, mientras que el poder temporal, pertenecerá a los industriales, a quienes emprendan trabajos pacíficos que ocupen al mayor número de individuos. Así la ciencia y la tecnología se encuentran en condiciones de solucionar los problemas humanos y sociales.

- Marx (1818 - 1883), Materialismo histórico. Tiene la pretensión de proporcionar una justificación científica del ideal de una sociedad sin clases y libre de explotación, en cuanto que esta sociedad no solo es deseable sino además constituye un estado futuro de la sociedad al que inevitablemente nos conduce las leyes del desarrollo histórico.

### Época Contemporánea
- Otto Neurath (1882 - 1917), el positivismo lógico consideraba que la ciencia unificada tiene por propósito fundamental aumentar la eficacia de las acciones humanas, especialmente las gubernamentales. Gracias a la ciencia unificada sería posible prever cada vez con mayor precisión las consecuencias de las acciones sociales y los resultados de los planes y programas políticos. De esta manera sería posible delimitar los fines realizables y los medios adecuados para alcanzar de la manera más eficiente la felicidad social.
- Karl R. Popper (1902 - 1994), racionalismo crítico. El progreso de las ciencias sociales trae aparejado un aumento en nuestra capacidad de predicción, lo cual a su vez nos permite mejorar paulatinamente la eficiencia de instituciones sociales y políticas (ingeniería social).

### sigloXX
La mejora humana como tema de estudio de la filosofía de la tecnología.

En donde se manejan elementos denominados como proyección de mejora humana y sus fundamentos epistemológicos, técnicos y antropológicos, Con una interpretación en donde se muestra la filosofía de la tecnología como una importante visión al análisis de lo positivo y negativo así como el análisis de definiciones basados en la mejora humana, desde la perspectiva de los objetivos como la “ética científica, filosofía de la tecnología, transhumanismo, estudios sociales de la ciencia y la tecnología”
Considerando que filósofos del siglo XIX tales como Karl Marx y Ernst Kapp tuvieron un interés filosófico en herramientas y técnicas, los más prominentes filósofos del siglo XX en pronunciarse directamente acerca de la tecnología moderna fueron John Dewey, José Ortega y Gasset, Arnold Gehlen, Jacques Ellul, Günther Anders, Hannah Arendt, Walter Benjamin y Martin Heidegger. Aunque ambos vieron la tecnología como eje central de la vida moderna, Dewey fue optimista acerca del rol de la tecnología, mientras Heidegger fue un poco pesimista. Esta es una muy breve alusión a sus ideas, sin embargo, Heidegger puede ser visto como un crítico pero a su vez abierto a la tecnología. Para Heidegger, la esencia de la tecnología, Gestell o Enframing, es a su vez el más grande peligro y la más grande posibilidad para la humanidad. El trabajo de Dewey acerca de la tecnología se encuentra disperso a través de sus obras, mientras el de Heidegger puede ser encontrado en La pregunta por la Técnica (1954).
Otros dos pensadores más recientes fundamentales son el francés André Leroi-Gourhan, el alemán Günter Ropohl y el norteamericano Lewis Mumford. Para Leroi-Gourhan y Mumford la tecnología debe ser remitida, no sólo a los estudios de los sucesos modernos, sino también y sobre todo a las culturas ancestrales, incluso primitivas, que es donde según ellos se gestaron las prácticas sociales que explican el origen de las tecnologías como su propia permanencia hoy (armas, herramientas, arquitectura, política). Prácticas como el lenguaje, los ritos, los símbolos, la guerra y la caza, el arte, la religión, entre otras, son actividades culturales que permiten concebir una compleja relación sociedad-naturaleza donde las herramientas o útiles son efectos de tales prácticas. Lo que permite a la vez impugnar la idea de que las tecnologías se reducen a útiles simplemente materiales. Ejemplos de ello son el concepto de Megamáquina de Lewis Mumford, que define al Estado Despótico Imperial como el antecedente directo del nacimiento de las Sociedades de Masas y la Burocracia, y los estudios de André Leroi-Gourhan sobre el Doble Sistema biotecnológico Mano-herramienta/Boca-lenguaje que presuponen las sociedades primitivas, aspectos inseparables de una asignación cultural de los órganos humanos dentro de determinadas relaciones socialmente codificadas.

## Clases de la Filosofía de la Tecnología

### Filosofía de Tecnología Ingenieril, Mecánica o Manufacturera
Nace en el siglo XVII con Isaac Newton, con el objetivo de analizar el papel que tenía la tecnología en el mundo, principalmente lo que ocasiona en el pensamiento humano. Un claro ejemplo de esto lo dijo René Descartes con su explicación del cuerpo humano como una máquina.

### Filosofía de la tecnología desde las Humanidades
Su objetivo principal es que la tecnología sea vista como un medio para cuestionar las dudas, desde la literatura, el arte, la ética, poesía y religión; pero puntualmente es para que a través de estas se puedan interpretar y comprender nuevos lenguajes con la ayuda de la tecnología.

### Actitudes ante los avances tecnológicos en la educación física y deportes.
Su objetivo es partir de la perspectiva de la filosofía de la tecnología  que se observan de diferentes perspectivas las actitudes ante la introducción de los avances tecnológicos que se asumen tanto en la “educación física y deportes donde no solo los profesores, si no también entrenadores atletas y sus familias, investigadores, hacedores de políticas, comunicadores, y espectadores de certámenes deportivos”. Se lee en el texto que se utiliza el método que se basa en sistematizar la experiencias de trabajo compartida  que consiste en la mejora continua de contenido de la filosofía de la tecnología para promover una actitud humanista ponderada en la educación física y los deportes.

### Ética de la Tecnología

#### Tecnoética
La tecnoética, término acuñado por Mario Bunge en su célebre conferencia de Haifa en 1974, es el estudio ético de los problemas sociales que plantea el avance técnico, de los códigos morales inherentes a la tecnología. Estos problemas nacieron a mediados del siglo XVIII con la Revolución Industrial. Pero no fueron advertidos sino  en el siglo siguiente, y no llegaron a la conciencia pública sino en la década de 1960. Los problemas principales son la desocupación técnica, la alienación y el deterioro ambiental. Para poder abordar cualquier preocupación ética, es importante revisar las 3 teorías éticas más importantes para desarrollar una perspectiva base:
●     El Utilitarismo (Bentham, J.) es una teoría ética que intenta maximizar la felicidad y reducir el sufrimiento al mayor número de personas.
●     Ética de Deber (Kant) menciona las obligaciones que uno tiene con la sociedad y sigue las reglas universales de la sociedad. Se centra en la corrección de las acciones en vez de sus consecuencias, centrándose en lo que un individuo debería hacer.
●     La Ética de las virtudes es otra perspectiva principal de la ética normativa. Destaca el rol y las virtudes que el carácter de un individuo contiene para ser capaz de determinar o evaluar el comportamiento ético en sociedad.
●     La Ética de las relaciones declara que el cuidado y la consideración derivan ambos de la comunicación humana. Por tanto, la comunicación ética es la sustancia principal para mantener relaciones sanas.

#### Síndrome de Frankestein
La tecnológica puede quedar fundamentada en lo que ha venido a llamar el síndrome de Frankestein. Este hace referencia al temor de que las mismas fuerzas utilizadas para controlar la naturaleza se vuelvan contra nosotros destruyendo al ser humano.
●     Christopher Marlowe (1564 - 1593): “La Historia Trágica Del Dr. Fausto”
●     Mary Wollstonecraft Shelley (1797 - 1851) en 1818 publica “Frankestein”
●     H. G. Wells: “La Isla Del Dr. Moreau”

#### Bioética
Es la disciplina que considera los problemas éticos planteados por el desarrollo de las ciencias y las técnicas aplicadas a la vida humana. Sus temas de estudio son los siguientes:
●     La eutanasia, el encarnizamiento terapéutico, la reanimación, el estado vegetativo crónico.
●     El aborto, el diagnóstico prenatal, la fecundación in vitro, la maternidad subrogada.
●     La experimentación con embriones.
●     La manipulación genética, la terapia génica, el genoma humano.
●     La información al paciente, el consentimiento informado.
●     Los trasplantes.
●     La geriatría. Las enfermedades degenerativas.
●     El SIDA, la drogodependencia.
●     Las enfermedades mentales.
●     Las prioridades sanitarias y las prioridades de la investigación biomédica.
●     El crecimiento demográfico y su control.
●     El deterioro del medio ambiente.
●     La protección de los animales.

#### Principios de la Bioética
Los 4 principios de la bioética no son sino la forma de afirmar los derechos fundamentales de la vida (beneficencia y no maleficencia), de la libertad (autonomía) y de la igualdad (justicia).
a)   La no maleficencia (primum non nocere): en primer lugar, no hacer daño.
b)   La beneficencia: no solo es obligatorio no hacer daño sino que debe hacer un bien.
c)    La autonomía: aun cuando el profesional posee unos conocimientos que le otorgan una competencia mayor con respecto al paciente, este tiene derecho a saber qué enfermedad padece, el tratamiento que se le va a aplicar, las consecuencias del mismo, tiene derecho a dar su consentimiento si se le solicita que participe en un ensayo clínico, e incluso tiene derecho, como acabamos de ver, a rehusar el tratamiento si éste choca con alguno de sus principios o si considera que merma considerablemente su calidad de vida.
d)   La justicia: consiste en dos principios; libertad igual para todo e igualdad de oportunidades

#### Principios de Responsabilidad
Hans Jonas (1903 - 1993), la técnica escapa progresivamente al control del hombre y comporta efectos nefastos a la larga o a muy largo plazo (polución, residuos industriales, o atómicos). Pero el operar tecnológico amenaza igualmente al hombre mismo: de ahora en adelante es posible modificar su comportamiento (haciéndole absorber drogas) y manipular su código genético. Así pues tanto la naturaleza como el hombre se hallan en una situación precaria.
frente a una naturaleza y a una humanidad fragilizadas, Jonas preconiza que adoptemos el “Principio de Responsabilidad” integrando en nuestras acciones presentes la preocupación de preservar la vida de nuestros descendientes. Este principio se refiere a la responsabilidad que todos tenemos en cuanto al porvenir del planeta y del hombre:
●     “Obra de manera que los efectos de tu acción sean compatibles con la permanencia de una vida auténticamente humana sobre la tierra”
●     No es ya el amor, o el respeto, lo que funda la ética, sino el mantenimiento en la tierra de una vida en riesgo de extinción.